# Mariama Sylla Faye
Mariama Sylla Faye es una directora y productora de cine senegalesa. 

## Biografía
Sylla nació en Dakar y es la hermana menor de la ya fallecida escritora y cineasta Khady Sylla. Su madre trabajaba en la oficina del cine y por esto Sylla se apasionó por el arte audiovisual desde la infancia, ya que muchas películas se proyectaban en el patio familiar.

## Carrera
En 2003, fundó la productora Guiss Guiss Communication. En 2008, dirigió el cortometraje Dakar Deuk Raw, sobre la antigua tribu de Lesbous en Dakar. En 2010, dirigió Skirmisher Marc Gueye: My Pen, My Fight, sobre un veterano de la primera guerra de Indochina.
Se desempeñó como codirectora de la película Une simple parole de 2014 junto a su hermana Khady, y estuvo a cargo de terminarla tras la muerte de su hermana. Une simple parole examina la tradición narrativa en Senegal y recibió el Premio a la Diversidad de la Exhibición Internacional de Cine y Televisión de Mujeres.

## Filmografía
- 2005 : Derrière le silent (directora)
- 2006 : Hors Série (directora)
- 2008 : Dakar Deuk Raw (cortometraje, directora)
- 2010 : Skirmisher Marc Gueye: My Pen, My Fight (directora)
- 2014 : Une simple parole (codirectora)